# Municipio de General Felipe Ángeles
El municipio de General Felipe Ángeles es uno de los 217 municipios en que se encuentra dividido el estado mexicano de Puebla, llamado así en honor al militar Felipe Ángeles. Se localiza en la parte central del estado, su cabecera es la localidad de San Pablo de las Tunas.

## Geografía
El municipio General Felipe Ángeles se localiza en la parte central del estado de Puebla. Sus coordenadas geográficas extremas son 18° 58' - 19° 05' de latitud norte y 97° 36° - 97° 44' de longitud oeste, su altitud fluctúa entre un máximo de 2 800 m.s.n.m y un mínimo de 2 160 y tiene una extensión territorial de 73.99 kilómetros cuadrados, por lo que por su territorio es el 145° municipio del estado.
Limita al norte con el municipio de Mazapiltepec de Juárez, al noreste con el municipio de San Salvador el Seco, al este con el municipio de San Juan Atenco, al sur con el municipio de Quecholac y al oeste con el municipio de Acatzingo.

## Demografía
Los resultados del Censo de Población y Vivienda de 2010 realizado por el Instituto Nacional de Estadística y Geografía, indican que la población del municipio de General Felipe Ángeles es de 19 040 habitantes, siendo 9 125 hombres y 9 925 mujeres.

### Localidades
El municipio de General Felipe Ángeles tiene un total de 20 localidades en su jurisdicción; las principales y su población correspondiente a 2010 son las siguientes:
| Localidad                | Población (2010) |
| ------------------------ | ---------------- |
| Santa Úrsula Chiconquiac | 5 751            |
| Santiago Tenango         | 4 870            |
| San Antonio Portezuelo   | 3 515            |
| San Pablo de las Tunas   | 3 162            |
| Candelaria Portezuelo    | 1 013            |
| Total municipio          | 19 040           |

## Política
El gobierno del municipio le corresponde al ayuntamiento que está formado por el presidente municipal, un síndico y el cabildo integrado por ocho regidores, seis electos por mayoría y dos por representación proporcional, todos son electos mediante elección directa, universal y secreta para un periodo de tres años que no renovables para el periodo subsiguiente pero sí de forma alternada y entran a ejercer su cargo el día 15 de febrero del año siguiente a su elección.

### Subdivisión administrativa
El municipio se divide en tres juntas auxiliares que son:
- Santa Úrsula Chiconquiac
- San Antonio Portezuelo
- Santiago Tenango

Las juntas auxiliares están integradas por el presidente municipal auxiliar y cuatro regidores propietarios y sus respectivos suplentes, son electos mediante un plebiscito popular el último domingo del mes de marzo del año correspondiente a la elección y asumen su cargo el 15 de abril siguiente para un periodo de tres años.

### Representación legislativa
Para la elección de diputados locales representantes de la población en el Congreso de Puebla y diputados federales integrantes de la Cámara de Diputados de México, el municipio de General Felipe Ángeles se encuentra integrado en los siguientes distritos electorales:
Local:
- XV Distrito Electoral Local de Puebla con cabecera en la ciudad de Tecamachalco.[6]

Federal:
- Distrito electoral federal IV de Puebla con cabecera en Ajalpan.[7]